# Kułajgyr
Kułajgyr (kaz. Құлайғыр, ros. Кулайгыр) – stacja kolejowa w miejscowości Jużnyj, w rejonie Abaj, w obwodzie karagandyjskim, w Kazachstanie. Położona jest na linii Astana – Szu, na trasie Nowego Jedwabnego Szlaku.
Stacja występuje także pod nazwą Kałagir.